# Torroella (Súria)
Torroella és una masia de Súria (Bages) protegida com a Bé Cultural d'Interès Local.

## Descripció
Es tracta d'un conjunt d'edificacions situat a la part oriental de la carretera en direcció a Balsareny, en estat ruïnós, excepte l'antiga capella. La capella, dedicada a Santa Maria, és de planta rectangular, adossada a l'extrem nord - est, i presenta la volta decorada amb pintura blava i restes de pintura a la capçalera. Al darrere de la capella es poden veure les restes d'una volta i tines.

## Història
Els primers documents que fan referència al topònim de Torroella daten del segle xii. No és clar si es refereixen al mas o al poble de Torroella, molt proper.